# 杜阿尔特·曼努埃尔·贝洛
杜阿尔特·曼努埃尔·贝洛（葡萄牙語：Duarte Manuel Bello，1921年7月26日—1994年6月3日），葡萄牙男子帆船运动员。他曾代表葡萄牙参加1948年、1952年、1956年、1960年和1964年夏季奥林匹克运动会帆船比赛，其中1948年奥运会获得一枚银牌。

## 家庭
弟弟费尔南多·贝洛。